# Willy Segers
Pour les articles homonymes, voir Segers.
Willy Segers, né le 21 novembre 1958 à Anderlecht est un homme politique belge flamand, membre de la N-VA.
Il est licencié en sciences administratives (1989); chargé de cours (1983-2009). 

## Fonctions politiques
- député au Parlement flamand (2009-2019)
- conseiller communal de Dilbeek (1994-2007)
  - échevin (2007-2012)
  - bourgmestre de Dilbeek (2012-)